# La Guerre des boutons (roman)
Pour les articles homonymes, voir La Guerre des boutons.
La Guerre des boutons, roman de ma douzième année (titre complet) est un roman français écrit par Louis Pergaud, écrivain franc-comtois, et publié en 1912. Il décrit la « guerre » que se livrent les bandes d'enfants de deux villages rivaux, Longeverne et Velrans, dans la campagne franc-comtoise de la fin du XIXe siècle. Ces villages correspondent en réalité à Ouvans et Vellevans, situés à côté de Landresse dans le Doubs, où l'auteur a enseigné deux ans. 
Le titre vient du butin de cette guerre, constitué en majorité par les boutons dont les vaincus sont dépouillés par les vainqueurs. Le but est donc d'aller se battre sans se faire prendre les boutons et d'en récupérer le maximum. Pour ce faire, les garçons trouvent des idées plus farfelues les unes que les autres, par exemple aller se battre nus.
Le récit, pour la plus grande partie, raconte l'histoire du point de vue des enfants de Longeverne.

## Résumé
Les enfants de Longeverne, Lebrac et son armée, et ceux de Velrans, la troupe de l'Aztec des Gués, se livrent une guerre sans merci, à coups de bâtons, de cailloux et surtout de coups de pied et de poing.
L’humiliation est certaine pour les malheureux qui tombent aux mains de l’ennemi : ils sont dépouillés de leurs boutons, agrafes, lacets, etc., afin de les obliger à rentrer dépenaillés chez eux et de risquer une engueulade parentale, qui se termine généralement par un châtiment corporel.
Au fil des défaites et des revanches, des différentes idées de Lebrac pour éviter les désagréments de la défaite, les tactiques pour emporter la victoire, des scènes cocasses se succèdent. L'on voit notamment les enfants faire la guerre nus, pour éviter d'abimer leurs vêtements, puis les faire recoudre par les filles du village, notamment par Marie, sans oublier de jouer des tours pendables à leurs ennemis en dehors des batailles…

### Cause profonde de ces disputes
L'origine des inimitiés entre les deux villages remonte à l'époque d'une épizootie, la Murie — dont le cri de guerre des Velrans rappelle le souvenir —, lors de laquelle des résidents de Velrans, pour se dédouaner de l’équarrissage de la charogne d'une vache morte sur un pâturage commun, renoncèrent à tout droit sur ce terrain puis tentèrent, sans succès, de les récupérer. Bien que les disputes aient causé des morts au cours de rixes violentes, elles se limitent désormais à des bagarres entre enfants.

### Chapitres
De nombreux chapitres de l'œuvre portent un texte en épigraphe. Parmi les auteurs cités figurent Michel de Montaigne, Henri IV, Victor Hugo, Jean Racine, Otto von Bismarck, François Rabelais, Madame de Sévigné, Sébastien-Charles Leconte, Arthur Rimbaud, Jean de La Fontaine, Charles Baudelaire, Brantôme, Pierre de Ronsard, Pierre Corneille, José-Maria de Heredia et François de Malherbe. Un extrait du Psaume 110 de la Vulgate est cité sans référence, avec la mention « Vêpres du dimanche ».

### Adultes
- Le père Simon : maître d'école de Longeverne
- Le père Zéphirin (Bédouin) : garde champêtre de Longeverne et ancien de la coloniale, sévit contre les débordements des enfants jusqu’à ce qu'une farce de leur part lui fasse croire qu'il ait été ivre mort.
- Le père Gugu (Auguste) : habite la maison voisine de l'école.

### Enfants

#### Les garçons de Longeverne
- Lebrac : c'est le chef de l'armée de Longeverne, il est « malin comme un singe, têtu comme une mule, vif comme un lièvre ». Il est amoureux de la sœur de Tintin, Marie. Il est très fort et très généreux et son cri est « A cul les Velrans ». Il habite dans le village.
- Camu(s) : c'est le lieutenant principal de Lebrac, un agile tireur à la fronde à « lastique » et un fin grimpeur, d'où son surnom : les bouvreuils s'appellent dans la région des « camus » et il n'a pas son pareil pour les dénicher dans les hauteurs. Il est amoureux d'Octavie, qui lui rend apparemment son affection.
- La Crique : c'est l'intellectuel de la joyeuse bande, la représentation de Louis Pergaud dans le roman. Son cerveau fourmille d'idées au moins autant que Lebrac. Il essaye de sauver à plusieurs reprises des soldats de la colle en classe. Il connaît par cœur l'histoire de la guerre entre Longeverne et Velrans.
- Tintin : frère de "la Marie" qui est amoureuse de Lebrac, il devient « trésorier » de la bande de Longeverne, gardant sur lui le butin de guerre, avec les risques que cela comporte.
- Les Gibus : Grangibus, l'aîné, de son vrai nom Adonis, est un des « grands » de la bande ; Tigibus, son frère cadet, le suit presque partout. Ils habitent tous deux hors du village.
- Gambette : son nom est tiré de Léon Gambetta. Il est aussi nommé ainsi parce qu'il est un rapide messager pour les catastrophes de guerre (exemple : la capture d'un des alliés…). Il habite en dehors de Longeverne à l'instar des Gibus.
- Bacaillé : boîteux, amoureux d'Octavie, surnommée "la Tavie",  et jaloux de Camus, il trahit la bande en révélant aux Velrans où se trouve la cabane. Pour se venger, ses 40 camarades le déshabillent, l'attachent et lui donnent chacun un coup de baguette avant de lui cracher dessus. Il se venge à son tour en racontant tout au village des activités de ses camarades, ce qui entraine de sévères conséquences, qui ne dissuaderont pas Lebrac et ses amis de recommencer leurs batailles, après que la fureur s'est calmée.
- Boulot : garçon "pas tout à fait aussi leste que les autres".
- Bombé, Guignard (dit le bigle), Guerreuillas, Tétas (ou Tétard), Zozo : autres garçons.

Tous ces personnages, excepté Tigibus, font partie de la « grande classe » de l'école communale. L'armée de Longeverne comprend en tout 45 « soldats ».

#### Les garçons de Velrans
- L'Aztec des Gués : chef de l'armée de Velrans, surnommé ainsi à cause de sa petite taille. Il a goûté à l'humiliant déculottage tout comme son rival Lebrac. Son cri est : « La Murie vous crève ! »
- Tord gueule dit Touegueule : premier lieutenant de l'Aztec, as du tir à la fronde, il est l'adversaire attitré de Camus. Il s'est fait piéger par celui-ci avec la branche coupée.
- Migue La Lune : un des soldats de Velrans, plutôt peureux, et ayant un tic à l'œil. Il est très dégoûtant. C'est aussi lui qui est le premier et l'un des derniers Velrans à être traîné au poteau d'exécution dans le livre.
- Tatti : le plus costaud de la bande et le plus bête aussi. Il réussit pourtant à capturer Tintin grâce à un stratagème. C'est le seul Velrans à n'avoir pas été au poteau d'exécution.
- Bancal, Bousbot, Lataupe, Pissefroid : autres garçons.

## Citations
- « - Chicard ! - Chouette ! - Merde ! c'est épatant », un dialogue entre Lebrac et ses guerriers.
- « C'est salement bien ! », admire Camus à propos du sac au trésor de la Marie Tintin.
- Camus interrogé par le père Simon en leçon d'instruction civique : « - Alors pourquoi n’êtes-vous pas citoyen ? – !... – Dis-y, marmonna entre ses dents La Crique agacé, que c’est parce que t’as pas encore de poil au c... – Qu’est-ce que vous dites, La Crique ? – Je... je dis... que... que... – Que quoi ? – Que c’est parce qu’il est trop jeune ! »
- « Dire que, quand nous serons grands, nous serons peut-être aussi bêtes qu'eux », concluant le roman, en référence à leurs parents qui viennent de les punir durement.

## Les principales éditions
- Sans cesse réédité, le roman a notamment inspiré l'illustrateur Joseph Hémard qui a donné visage au petit monde de la bande de Lebrac pour l'éditeur Mornay en 1927.
- Claude Lapointe a illustré le livre chez Gallimard en 1977.

## Adaptations

### Au cinéma
- La Guerre des gosses, première adaptation de l'œuvre au cinéma, par Jacques Daroy et Eugène Deslaw en 1936.
- La Guerre des boutons, deuxième adaptation d'Yves Robert en 1962.
- La Guerre des boutons, ça recommence (War of the Buttons), remake britannique de John Roberts en 1994.
- La Guerre des boutons, film de Yann Samuell sorti le 14 septembre 2011.
- La Nouvelle Guerre des boutons, film de Christophe Barratier sorti le 21 septembre 2011.

### Autres
- La Guerre des boutons, opéra de Philippe Servain en 1996[2].
- La Guerre des boutons, bande dessinée de Mathieu Gabella en 2005.
- La Guerre des boutons, bande dessinée de Philippe Thirault et Aude Soleilhac en 2011.
- La Guerre des boutons, bande dessinée de Cécile et Christophe Lemoine en 2012.
- La Guerre des Boutons - Le Musical, comédie musicale de Loïc Sebile (musique originale), Pauline Pobelle (paroles) et Yann Sebile (livret) en 2019[3].